# Ulla (postać biblijna)
Ulla – biblijna postać Starego Testamentu.
Wymieniony w Pierwszej Księdze Kronik (7,39) Izraelita z plemienia Asera, którego synami byli Arach, Channiel i Risja.